# Mettmanner Lößterrassen
Mit Mettmanner Lößterrassen wird eine naturräumliche Einheit (Ordnungsnummer 3371.00) der Über-Haupteinheit Bergisch-Sauerländisches Unterland (Ordnungsnummer 337) bezeichnet.

## Lage
Die Mettmanner Lößterrassen umfassen zentrale Teile des Niederbergischen Landes: das Stadtgebiet von Mettmann zusammen mit Anteilen des Düsseldorfer, des Ratinger und des Erkrather Ostens und des Wülfrather Westens. Im Norden grenzt der Naturraum an die Heiligenhauser Terrassen (3371.01) und das Selbecker Terrassenland (3371.03), im Süden an die Hildener Mittelterrassen (550.12) und im Osten an das Düsselhügelland (3371.18), das Dornaper Kalkgebiet (3371.16), den Haßlinghauser Rücken (3371.15), das Wülfrather Kalkgebiet (3371.17) und die Vohwinkeler Senke (3371.38).

## Geologische Gegebenheiten
Das flachwellige Terrassenland ist weitgehend waldfrei und nur spärlich zertalt. Im Westen bilden die Schotter der rheinischen Hauptterrasse den Untergrund, im Osten die älteren Terrassenschotter, sowie teilweise auch das Grundgebirge. Auf diesem Untergrund liegt eine mächtige Lößdecke auf, die nur bei Mettmann durch lössfreie Bereiche unterbrochen wird. Dort bilden Schotterkuppen wie z. B. der Sandberg und Wilhelmshöhe den isolierten Rest älterer Höhenterrassen. Die Jahresniederschlagsmengen von 800 bis 950 mm haben den Löss in der Oberschicht weitgehend entkalkt und zu Lösslehm gewandelt.

## Landschaftliche Einteilung
Das Terrassenland wird durch in Ost-West-Richtung laufende Terrassenriedel gegliedert. Die Bachtäler zwischen ihnen (Düssel, Mettmanner Bach, Stinderbach, Hasselbach, Schwarzbach) gewinnen zum Rhein hin an Tiefe. Sie schneiden im Westen in oberoligozäne Meeressande ein, im Osten in das devonische Grundgebirge. Bekannteste Landschaft im Naturraum ist das Neandertal, wo sich die Fundstätte des nach diesem benannten Frühmenschen befand.